# Gerd Ruch
Gerhard „Gerd“ Ruch (* 21. November 1953 in Bad Hersfeld) ist ein ehemaliger deutscher Automobilrennfahrer, Rennstallbesitzer und heutiger Gebäudetechniker. Zwischen 1988 und 1995 startete er in über einhundert Rennen in der Deutschen Tourenwagen-Meisterschaft. Sein Bruder Jürgen war ebenfalls Rennfahrer.

## Rennsport
In der Deutschen Rennsport-Meisterschaft startete Ruch zu insgesamt drei Rennen in den Saisons 1975 und 1976.
1985 fuhr Gerd Ruch mit einem Ford Escort RS1600i Gruppe A aufgebaut von AutoVeri aus Berlin in der ETTC (European Touring Car Championship). Er teilte sich das Cockpit seinem Bruder Jürgen und Bodo Jähn.
1988 stieg Gerd Ruch mit eigenem Team in die Deutsche Tourenwagen-Meisterschaft ein. Dabei setzte das Team einen Ford Mustang ein, da sie nach eigenen Angaben die immer aufwändigere Technik der Werksteams nicht bezahlen konnten. Jedoch war Ruch nicht in der Lage den Mustang konkurrenzfähig einzusetzen und so waren vier Punkte in sieben Jahren die gesamte Ausbeute. Als Anerkennung für die Leistungen in der DTM erhielt Gerd Ruch 1995 einen, von AMG konstruierten, Mercedes-Benz C-Klasse für den Einsatz als Semi-Werksteam.
Trotz – oder gerade wegen – der stetigen Erfolglosigkeit war Gerd Ruch im Ford Mustang einer der beliebtesten Fahrer im Feld. Der Wechsel auf Mercedes-Benz galt für viele Fans als Verrat.
1996 ging Ruch in der Global GT Championship an den Start und wurde dort auf einem Porsche 911 GT2 Dritter der Gesamtwertung und Erster in der GT2-Wertung zusammen mit Bruno Eichmann und Ralf Kelleners. 1997 und 1998 startete er in der FIA-GT-Meisterschaft.
Anschließend beendete Gerd Ruch seine Motorsportkarriere und kümmert sich verstärkt um seine Firma für Gebäudetechnik.